# آنجلیکی پالی

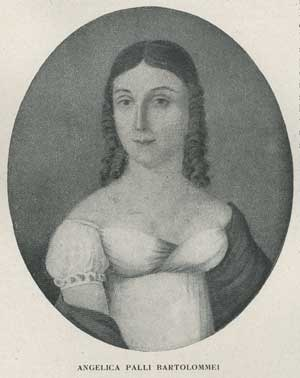
پرتره آنجلیکی پالی

آنجلیکی پالی (۱۷۹۸ – ۱۸۷۵) نویسنده، مترجم و فمینیست آلبانیایی-ایتالیایی بود. تالار ادبی او روشنفکران آن زمان را به خود جذب کرد.

## زندگی‌نامه
آنجلیکی پالی دختر یک تاجر ثروتمند یونانی بود،  او در لیورنو ، توسکانی به دنیا آمد و در جامعه یونانی آنجا بزرگ شد. او به زبان‌های یونانی، فرانسوی و ایتالیایی صحبت می‌کرد. پالی تراژدی، درام، داستان کوتاه، رمان عاشقانه و شعر نوشت. در سال ۱۸۵۱، او یک مقاله فمینیستی با هدف مادران جوان ، سخنرانی یک زن برای شوهران جوان کشورش، منتشر کرد. یکی از مضامین آثار او مبارزه یونانیان برای استقلال از ترک‌ها بود.  او با جیامپائولو بارتولومی، سیاستمدار ایتالیایی ازدواج کرد.
او از پدر و مادر یونانی به دنیا آمد، پدرش پانایوتیس از یوآنینا در اپیروس آمده بود و به بیست سالگی نرسیده بود که این شهر را ترک کرد تا برای راه‌اندازی یک شغل تجاری به لیورنو، یک شهر بندری با هرج و مرج، برود. مادرش دوروتیا یک لاچدمونیان بود. او در یک خانواده ثروتمند به‌ دنیا آمد و با معلمان مشهوری دوران تحصیلش را گذراند.
پالی آثار ویلیام شکسپیر و ویکتور هوگو اشعار فرانسوی و یونانی را به ایتالیایی ترجمه کرد. تالار ادبی او روشنفکران آن زمان از جمله اوگو فسکولو، لرد بایرون، آلساندرو مانزونی، آندریاس کالوس، آلفونس دو لامارتین، جووانی باتیستا نیکولینی، جوزپه ماتزینی و فیرمین دیدوت را به خود جذب کرد.